# Bucks (Alabama)
Bucks ist ein gemeindefreies Gebiet im Mobile County im Bundesstaat Alabama in den Vereinigten Staaten. Das U.S. Census Bureau hat bei der Volkszählung 2020 eine Einwohnerzahl von 22 ermittelt.

## Geographie
Bucks liegt im Südwesten Alabamas im Süden der Vereinigten Staaten, etwa 38 Kilometer östlich der Grenze zu Mississippi und 40 Kilometer westlich der Grenze zu Florida. Es ist unmittelbar am Mobile River gelegen, der 36 Kilometer südlich in den Mobile Bay und den Golf von Mexiko mündet.
Nahegelegene Orte sind unter anderem Movico (5 km nördlich), Axis (8 km südlich), Creola (11 km südlich), Satsuma (14 km südlich), Saraland (15 km südlich) und Mobile (18 km südlich).

## Geschichte
Der Ort ist nach J. E. Bucks benannt, einem früheren Landvermesser. 1911 eröffnete ein Postamt. Etwas außerhalb von Bucks steht der im National Register of Historic Places verzeichnete Ellicott Stone (Stand 11. Dezember 2019).

## Verkehr
Bucks liegt unmittelbar am U.S. Highway 43, der im Süden Anschlüsse an den Interstate 65 und den Interstate 10 herstellt.
24 Kilometer südöstlich befindet sich der Bay Minette Municipal Airport, 40 Kilometer südwestlich der Mobile Regional Airport.

## Demographie
Die Volkszählung 2010 ergab eine Einwohnerzahl von 32, verteilt auf 18 Haushalte und 8 Familien. Die Bevölkerungsdichte lag bei 32 Menschen pro Quadratkilometer. 59,4 % der Bevölkerung waren Weiße, 31,3 % Schwarze und 3,1 % Indianer. 6,3 % hatten zwei oder mehr Ethnizitäten, 3,1 % waren Hispanics oder Lateinamerikaner jedweder Ethnizität. Das Durchschnittsalter lag bei 38 Jahren.